# Psammotettix arcuatus
Psammotettix arcuatus är en insektsart som beskrevs av Ribaut 1938. Psammotettix arcuatus ingår i släktet Psammotettix och familjen dvärgstritar. Inga underarter finns listade i Catalogue of Life.